# Calceolaria lehmanniana
Calceolaria lehmanniana är en toffelblomsväxtart som beskrevs av Kränzl.. Calceolaria lehmanniana ingår i släktet toffelblommor, och familjen toffelblomsväxter. Inga underarter finns listade i Catalogue of Life.